# 初霜号驱逐舰 (初春型)
初霜（はつしも）是大日本帝國海軍建造的驱逐舰。初春型驱逐舰四號艦。在日本海军中继神风型驱逐舰（初代）“初霜”后，第二艘使用“初霜”作为舰名的舰船。

## 舰历

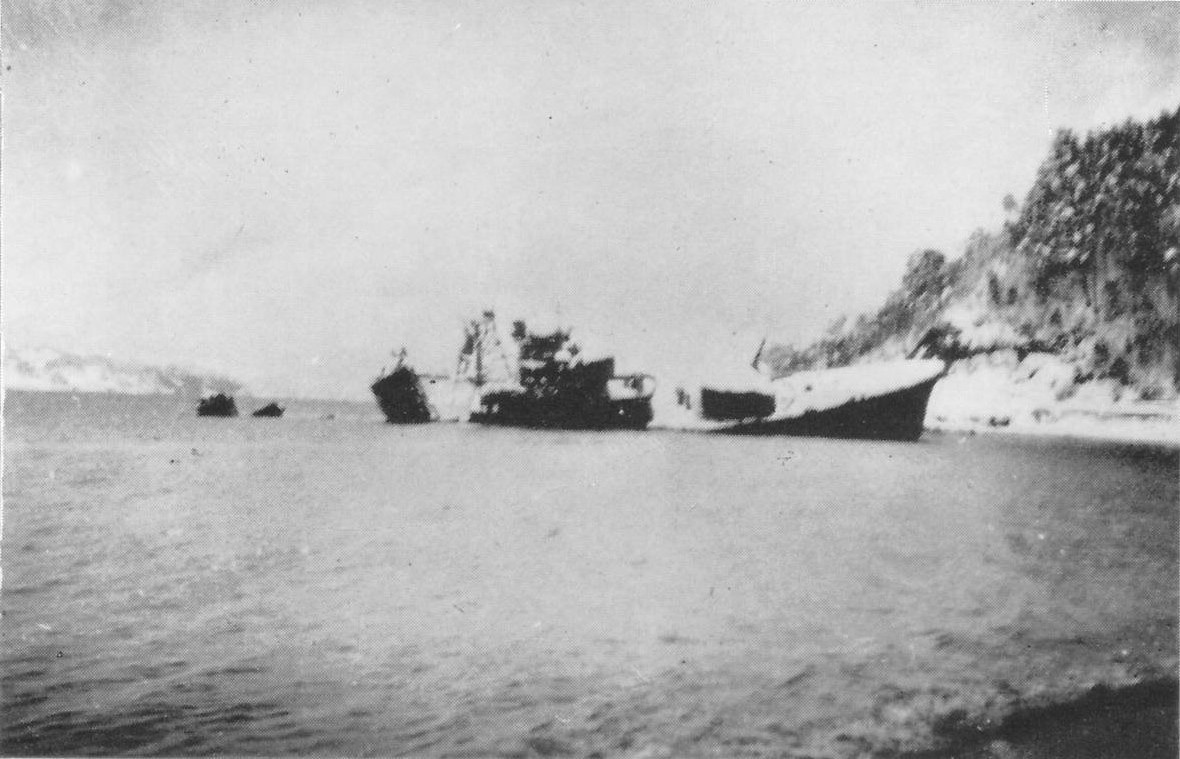
1947年，尚未打撈的初霜號

初霜于1933年1月31日在浦贺船渠动工，1934年9月27日竣工。
太平洋战争开始时，被编入第1水雷战队第21驱逐队，在日本濑户内海西部从事反潜任务。1942年，参与占领肯达里、望加锡、巴厘岛、阿留申群岛。1943年3月，参与科曼多尔群岛海战后，被编入第5舰队第1水雷战队，从事日本本土与千岛群岛之间的船队护卫任务。7月时参加了基斯卡岛撤退任务。7月26日，在浓雾中与“若叶”发生碰撞，行动未受影响。在幌筵岛接受应急修理后，从事千岛群岛的船队护卫任务。
1944年1月开始从事航空母舰“云鹰”、“千岁”、“瑞凤”和“龙凤”的护卫工作。6月参与菲律宾海海战。10月被编入志摩舰队所属的第1水雷战队，进行从台湾到马尼拉的运输任务，然后在马尼拉与志摩舰队主力部队会合。10月24日，在苏禄海（スルー海）南下时，遭到美军舰载机的攻击而受损。被击沉的同型舰“若叶”上的生还者由“初霜”和“初春”运送到马尼拉进行救治；主力部队于26日停泊在布桑加岛。在马尼拉湾的甲米地军港修理后，参与了第二次“多号作战”。此后，返航至新加坡，参与北号作战以及护卫“伊势”、“日向”返回日本本土。
1945年4月，和“大和”一同参与冲绳水上特攻作战，并救助坊之岬海战中沉没的“矢矧”、“滨风”上的生还者。6月，作为宫津湾炮术学校的练习舰。7月30日遭遇美军飞机攻击，在防空战中触雷导致严重受损。为避免沉没，强行搁浅于海岸，战争结束后解体。

## 歷代艦長
艤裝委員長
1. 松原博 少佐：1934年2月1日 -

艦長
1. 松原博 少佐：1934年9月27日 -
2. 宮坂義登 少佐：1934年11月15日 -
3. 山田雄二 少佐：1935年10月15日 -
4. 鈴木正金 少佐：1936年12月1日 -
5. 塚本守太郎 少佐：1937年12月1日 -
6. 本倉正義 少佐：1939年10月15日 -
7. 浜中脩一 少佐：1940年8月30日 -
8. 古浜智 少佐：1941年9月10日 -
9. 入戸野焉生 少佐：1942年11月27日 -
10. 瀧川孝司 少佐：1943年11月1日 -
11. 酒匂雅三 少佐：1944年8月25日 -

## 註腳
1. ↑  『艦長たちの軍艦史』296-298頁